# Leigh Julius
Leigh Julius (ur. 25 marca 1985) – południowoafrykański lekkoatleta, sprinter.

## Osiągnięcia
- 6 medali podczas Uniwersjad:
  - Daegu 2003 - złoto na 200 metrów oraz srebro na 100 metrów
  - Izmir 2005 - złoto na 200 metrów
  - Bangkok 2007 - 2 srebrne medale (bieg na 200 m i sztafeta 4 x 100 m)
  - Belgrad 2009 - brąz w sztafecie 4 x 100 metrów
- 2 srebrne medale mistrzostw świata juniorów (Grosseto 2004, bieg na 200 m i sztafeta 4 x 400 m)
- srebro Igrzysk Wspólnoty Narodów (sztafeta 4 x 100 m Melbourne 2006)
- 1 medal mistrzostw Afryki w konkurencjach indywidualnych (brązowy medal na 200 metrów, Bambous 2006)
- 2 medale Igrzysk afrykańskich (Algier 2007, bieg na 200 m - złoto i sztafeta 4 x 100 m - srebro)
- wielokrotny mistrz kraju na różnych dystansach

W 2004 odpadł w eliminacyjnych biegach na 200 metrów podczas igrzysk w Atenach, ostatecznie sklasyfikowano go na 34. pozycji – drugiej niedającej awansu do dalszych biegów. W 2008 Julius reprezentował RPA na igrzyskach olimpijskich w Pekinie, gdzie sztafeta 4 x 100 metrów z Juliusem na drugiej zmianie nie ukończyła biegu eliminacyjnego.

## Rekordy życiowe
- bieg na 100 metrów – 10,25 (2007)
- bieg na 200 metrów – 20,42 (2010)